# Indice spettrale
In astronomia, l'indice spettrale di una sorgente radio è una misura della dipendenza della densità del flusso radiante (vale a dire il flusso radiante per unità di frequenza) dalla frequenza. 
Indicando con {\displaystyle \nu } la frequenza e {\displaystyle S_{\nu }} la densità del flusso radiante, l'indice spettrale {\displaystyle \alpha } è:
{\displaystyle S_{\nu }\propto \nu ^{\alpha }.}
Una formula più completa è: 
{\displaystyle \alpha ={\frac {\log(S_{1}/S_{2})}{\log(\nu _{1}/\nu _{2})}}}
che può essere riscritta nella forma:
{\displaystyle \alpha \!\left(\nu \right)={\frac {\partial \log S_{\nu }\!\left(\nu \right)}{\partial \log \nu }}.}
Un indice spettrale di -0,1 indica tipicamente emissioni termiche, di free-free o di bremsstrahlung, mentre uno di -0,7 indica radiazione di sincrotrone. 